# Ram River (North Nahanni River)
Der Ram River ist ein etwa 160 km langer rechter Nebenfluss des North Nahanni River in den kanadischen Nordwest-Territorien.

## Flusslauf
Der Fluss entspringt in den Backbone Ranges, einem Teilgebirge der Mackenzie Mountains, auf einer Höhe von etwa 1520 m. Er fließt anfangs 5 km nach Osten und wendet sich im Anschluss in Richtung Südost. Nach weiteren 20 Kilometern trifft der Corridor Creek rechtsseitig auf den Ram River. Nach insgesamt 35 Kilometern Fließstrecke treffen drei Flüsse, einer von Norden sowie zwei von Süden, auf den Ram River. Dieser fließt im Anschluss 10 km in Richtung Ostsüdost, bevor er scharf in Richtung Nordnordost abbiegt. Auf den folgenden etwa 15 Kilometern weist der Ram River eine Reihe enger Flussschlingen auf. Bei Flusskilometer 91 trifft der Sundog Creek von Süden kommend auf den Ram River. Dieser wendet sich im Anschluss 20 km nach Norden. Bei Flusskilometer 70 biegt der Fluss scharf nach Südosten ab. Er fließt etwa 8 Kilometer in diese Richtung und durchfließt im Anschluss eine 10 km lange Schlucht in südlicher Richtung. Danach durchschneidet der Ram River auf einer Länge von etwa 20 Kilometern das Ram Plateau in östlicher Richtung und erreicht das Tiefland östlich der Berge. Er fließt noch etwa 25 km entlang der Ostflanke der Berge nach Norden und trifft schließlich auf den North Nahanni River, etwa 40 km oberhalb dessen Mündung in den Mackenzie River. Das Einzugsgebiet des Ram River grenzt im Norden an das des North Nahanni River sowie im Süden an das des South Nahanni River. Im Jahr 2009 wurde die Nahanni-Nationalpark im Süden erweitert und umfasst nun das Einzugsgebiet des Ram River oberhalb von Flusskilometer 34. Das Gebiet am Oberlauf des Ram River besteht aus Karst und weist mehrere Karstquellen auf.